# Выборы в Саратовскую областную думу (2012)

## Выборы депутатов Саратовской областной думы пятого созыва (14 октября 2012 г.)
14 октября 2012 года, в Единый день голосования на территории Саратовской области прошли выборы депутатов Саратовской областной Думы пятого созыва.
В результате выборов 39 депутатских мандата из 41 достались представителям партии «Единая Россия», по одному — «КПРФ» и «Справедливой России».

## Изменения законодательства
В 2010 г. были внесены изменения в федеральное законодательство, регламентирующие численность депутатов законодательных органов государственной власти субъектов Российской Федерации. Так как численность избирателей в Саратовской области на начало 2010 и 2011 годов превышала 2 миллиона человек, то количество депутатов областной думы увеличено с 36 человек до 45. Из них 22 депутата избирались по мажоритарным округам (система относительного большинства), 23 - по партийным спискам с заградительным барьером 7% (каждой партии, набравшей от 5 до 7% голосов, должен быть передан 1 мандат).
Партии, выдвинувшие список, обязаны разделить его на территориальные группы. В центральную часть списка могло войти до 3-х кандидатов, а всего в списке должно быть от 23 до 69 кандидатов. По одномандатным округам кандидаты-самовыдвиженцы для регистрации должны собрать подписи 0,5% граждан от числа избирателей округа (но не менее 10 подписей), кандидаты от политических партий регистрировались без сбора подписей.

## Ключевые даты
- 11 июля 2012 г. - Саратовская областная дума назначила выборы нового созыва на 14 октября
- до 29 августа - период выдвижения кандидатов и списков
- с 9 по 29 августа - период представления документов для регистрации кандидатов и списков
- с 15 сентября по 12 октября - период агитации в СМИ
- 13 октября - "день тишины"
- 14 октября - день голосования

## Участники

### Выборы по партийным спискам
К моменту начала предвыборной кампании 46 политических партий имело право участвовать в выборах , выдвинули списки 14 партий.
| Номер в бюллетене | Партия                                            | Общая часть списка                                                 | территориальных групп | Кандидатов в списке | Статус списка                            |
| ----------------- | ------------------------------------------------- | ------------------------------------------------------------------ | --------------------- | ------------------- | ---------------------------------------- |
| 1                 | Коммунисты России                                 | Александр Подзоров • Дмитрий Павшинцев • Вадим Самсонов            | 22                    | 41                  | зарегистрирован                          |
| 2                 | Демократическая партия России                     | Андрей Богданов • Виктор Белявский • Вячеслав Смирнов              | 22                    | 25                  | зарегистрирован                          |
| 3                 | Коммунистическая партия социальной справедливости | Юрий Морозов • Владимир Артёмов • Дмитрий Кочергин                 | 22                    | 25                  | зарегистрирован                          |
| 4                 | Патриоты России                                   | Александр Сидоренко • Лев Илюхин • Олег Майоров                    | 22                    | 36                  |                                          |
| 5                 | Единая Россия                                     | Валерий Радаев • Олег Грищенко • Владимир Капкаев                  | 22                    | 69                  | зарегистрирован                          |
| 6                 | Российская экологическая партия «Зелёные»         | Анатолий Панфилов • Александр Фролов • Анна Купец                  | 22                    | 45                  | зарегистрирован                          |
| 7                 | Яблоко                                            | Дмитрий Коннычев • Лидия Свиридова • Александр Журбин              | 22                    | 29                  | партия отозвала список после регистрации |
| 8                 | Города России                                     | Николай Архипов • Андрей Черкасов • Дмитрий Поплавский             | 3                     | 25                  | зарегистрирован                          |
| 9                 | ЛДПР                                              | Ищенко, Антон Анатольевич • Юлия Абрамова • Вячеслав Шаронов       | 22                    | 66                  | зарегистрирован                          |
| 10                | Справедливая Россия                               | Зинаида Самсонова • Виктор Тюхтин                                  | 22                    | 46                  | зарегистрирован                          |
| 11                | РПР-Парнас                                        | Рыжков, Владимир Александрович • Аркадий Евстафьев • Алексей Базин | 22                    | 27                  | зарегистрирован                          |
| 12                | Партия социальных сетей                           | Дмитрий Чиров • Павел Строганов • Виталий Шарудилов                | 21                    | 24                  | зарегистрирован                          |
| 13                | КПРФ                                              | Ольга Алимова • Сергей Афанасьев • Александр Анидалов              | 22                    | 64                  | зарегистрирован                          |
| 14                | Правое дело                                       | Денис Машенцев • Николай Лунгу • Александр Никитин                 | 22                    | 25                  | зарегистрирован                          |

### Выборы по одномандатным округам
По округам выдвигалось 165 кандидатов, из них было зарегистрировано 158, после регистрации выбыло 12 кандидатов. 
| Партия | Партия              | Кандидатов | Кандидатов       | Кандидатов            |
| Партия | Партия              | Выдвинуто  | Зарегистрировано | Участвовало в выборах |
| ------ | ------------------- | ---------- | ---------------- | --------------------- |
|        | Единая Россия       | 22         | 22               | 22                    |
|        | Коммунисты России   | 1          | 1                | 1                     |
|        | КПРФ                | 22         | 22               | 21                    |
|        | ЛДПР                | 22         | 21               | 20                    |
|        | Яблоко              | 5          | 5                | 5                     |
|        | Патриоты России     | 22         | 22               | 21                    |
|        | РПР-Парнас          | 16         | 15               | 15                    |
|        | Справедливая Россия | 21         | 21               | 19                    |
|        | Самовыдвижение      | 34         | 29               | 22                    |
| Всего  | Всего               | 165        | 158              | 146                   |

## Результаты
| Партия                     | Партия                                            | по единому округу | по единому округу | по единому округу | по единому округу | по единому округу | по одно- мандатным округам | по одно- мандатным округам | всего | всего | всего   | всего    |
| Партия                     | Партия                                            | Голоса            | %                 | +/-               | Мест              | +/-               | Мест                       | +/-                        | Мест  | +/-   | %       | +/-      |
| -------------------------- | ------------------------------------------------- | ----------------- | ----------------- | ----------------- | ----------------- | ----------------- | -------------------------- | -------------------------- | ----- | ----- | ------- | -------- |
|                            | «Единая Россия»                                   | 720 807           | 77,92 %           | ▲17,14 %          | 21                | ▲7                | 22                         | ▲6                         | 43    | ▲13   | 95,56 % | ▲12,23 % |
|                            | КПРФ                                              | 76 460            | 8,27 %            | ▼5,92 %           | 1                 | ▼1                | 0                          | ▬ 0                        | 1     | ▼1    | 2,22 %  | ▼3,34 %  |
|                            | «Справедливая Россия»                             | 46 307            | 5,01 %            | ▼8,51 %           | 1                 | ▼ 1               | 0                          | ▬ 0                        | 1     | ▼ 1   | 2,22 %  | ▼6,11 %  |
|                            |                                                   |                   |                   |                   |                   |                   |                            |                            |       |       |         |          |
|                            | ЛДПР                                              | 26 144            | 2,83 %            | ▼3,16 %           | 0                 | ▬ 0               | 0                          | ▬ 0                        | 0     | ▬ 0   | 0%      | ▬ 0%     |
|                            | «Коммунисты России»                               | 23 826            | 1,51 %            | —                 | 0                 | —                 | 0                          | ▬ 0                        | 0     | ▬ 0   | 0 %     | ▬ 0 %    |
|                            | «Патриоты России»                                 | 6385              | 0,69 %            | —                 | 0                 | —                 | 0                          | ▬ 0                        | 0     | ▬ 0   | 0 %     | ▬ 0 %    |
|                            | Коммунистическая партия социальной справедливости | 6140              | 0,66 %            | —                 | 0                 | —                 | 0                          | ▬ 0                        | 0     | ▬ 0   | 0 %     | ▬ 0 %    |
|                            | РПР-Парнас                                        | 5366              | 0,58 %            | —                 | 0                 | —                 | 0                          | ▬ 0                        | 0     | ▬ 0   | 0 %     | ▬ 0 %    |
|                            | Российская экологическая партия «Зелёные»         | 4012              | 0,43 %            | —                 | 0                 | —                 | 0                          | ▬ 0                        | 0     | ▬ 0   | 0 %     | ▬ 0 %    |
|                            | Правое дело                                       | 1716              | 0,19 %            | —                 | 0                 | —                 | 0                          | ▬ 0                        | 0     | ▬ 0   | 0 %     | ▬ 0 %    |
|                            | Демократическая партия России                     | 1451              | 0,16 %            | —                 | 0                 | —                 | 0                          | ▬ 0                        | 0     | ▬ 0   | 0 %     | ▬ 0 %    |
|                            | Партия социальных сетей                           | 1444              | 0,16 %            | —                 | 0                 | —                 | 0                          | ▬ 0                        | 0     | ▬ 0   | 0 %     | ▬ 0 %    |
|                            | "Города России"                                   | 1177              | 0,13 %            | —                 | 0                 | —                 | 0                          | ▬ 0                        | 0     | ▬ 0   | 0 %     | ▬ 0 %    |
|                            | Самовыдвижение                                    |                   |                   |                   |                   |                   | 0                          | ▼1                         | 0     | ▼0    | 0 %     | ▼2,77 %  |
| Действительные бюллетени   | Действительные бюллетени                          | 911 421           | 98,52 %           | ▲1,50 %           |                   |                   |                            |                            |       |       |         |          |
| Недействительные бюллетени | Недействительные бюллетени                        | 13 651            | 1,48 %            | ▼1,50 %           |                   |                   |                            |                            |       |       |         |          |
| Всего                      | Всего                                             | 925 075           | 100 %             | —                 | 23                | ▲ 5               | 22                         | ▲4                         | 45    | ▲9    | 100 %   | —        |
|                            |                                                   |                   |                   |                   |                   |                   |                            |                            |       |       |         |          |
| Явка                       | Явка                                              | 927 217           | 46,93 %           | ▼14,44 %          |                   |                   |                            |                            |       |       |         |          |
| Общее число избирателей    | Общее число избирателей                           | 1 975 724         |                   |                   |                   |                   |                            |                            |       |       |         |          |

### Избранные депутаты

#### По партийным спискам
| Партия                | №  | Список (№ в списке)   | ФИО депутата                    |
| --------------------- | -- | --------------------- | ------------------------------- |
| «Единая Россия»       | 1  | Общий (3)             | Капкаев Владимир Васильевич     |
| «Единая Россия»       | 2  | Региональный № 1 (1)  | Ерохина Татьяна Петровна        |
| «Единая Россия»       | 3  | Региональный № 2 (2)  | Липчанская Мария Александровна  |
| «Единая Россия»       | 4  | Региональный № 3 (1)  | Меринова Елена Юрьевна          |
| «Единая Россия»       | 5  | Региональный № 4 (1)  | Титаренко Ирина Викторовна      |
| «Единая Россия»       | 6  | Региональный № 5 (1)  | Сундеев Александр Александрович |
| «Единая Россия»       | 7  | Региональный № 6 (2)  | Кондратьев Юрий Алексеевич      |
| «Единая Россия»       | 8  | Региональный № 7 (1)  | Бушуев Николай Александрович    |
| «Единая Россия»       | 9  | Региональный № 8 (1)  | Кононенко Игорь Львович         |
| «Единая Россия»       | 10 | Региональный № 9 (2)  | Линдигрин Наталья Александровна |
| «Единая Россия»       | 11 | Региональный № 10 (2) | Писарюк Владимир Александрович  |
| «Единая Россия»       | 12 | Региональный № 11 (2) | Лосина Алевтина Вальтеровна     |
| «Единая Россия»       | 13 | Региональный № 12 (1) | Исаев Михаил Александрович      |
| «Единая Россия»       | 14 | Региональный № 13 (1) | Комкова Галина Николаевна       |
| «Единая Россия»       | 15 | Региональный № 14 (2) | Ципящук Анатолий Фёдорович      |
| «Единая Россия»       | 16 | Региональный № 15 (2) | Гайдук Александр Александрович  |
| «Единая Россия»       | 17 | Региональный № 16 (1) | Михайлов Сергей Анатольевич     |
| «Единая Россия»       | 18 | Региональный № 17 (1) | Архипов Владимир Григорьевич    |
| «Единая Россия»       | 19 | Региональный № 18 (1) | Алексеев Олег Александрович     |
| «Единая Россия»       | 20 | Региональный № 19 (1) | Ткаченко Михаил Викторович      |
| «Единая Россия»       | 21 | Региональный № 20 (1) | Семенец Николай Яковлевич       |
| КПРФ                  | 1  | Общий (2)             | Афанасьев Сергей Николаевич     |
| «Справедливая Россия» | 1  | Общий (1)             | Самсонова Зинаида Михайловна    |

#### По одномандатным округам
Все победившие в одномандатных округах кандидаты представляли партию «Единая Россия».
| №  | Округ         | ФИО депутата                    |
| -- | ------------- | ------------------------------- |
| 1  | Волжский      | Мазепов Алексей Анатольевич     |
| 2  | Заводской     | Кузнецов Сергей Юрьевич         |
| 3  | Заводской     | Нестеров Сергей Анатольевич     |
| 4  | Октябрьский   | Старенко Альберт Валерьевич     |
| 5  | Кировский     | Курихин Сергей Георгиевич       |
| 6  | Ленинский     | Синичкин Василий Павлович       |
| 7  | Ленинский     | Беликов Андрей Павлович         |
| 8  | Кировский     | Писной Леонид Александрович     |
| 9  | Вольский      | Дерябин Владимир Анатольевич    |
| 10 | Петровский    | Глозман Семён Моисеевич         |
| 11 | Ртищевский    | Заигралов Юрий Александрович    |
| 12 | Балашовский   | Суровов Сергей Борисович        |
| 13 | Калининский   | Володин Виктор Владимирович     |
| 14 | Татищевский   | Щербаков Виктор Владимирович    |
| 15 | Марксовский   | Сергеев Алексей Николаевич      |
| 16 | Энгельсский   | Шлычков Евгений Иванович        |
| 17 | Энгельсский   | Подборонов Олег Олегович        |
| 18 | Краснокутский | Чернощёков Леонид Николаевич    |
| 19 | Ершовский     | Кузнецов Николай Иванович       |
| 20 | Пугачёвский   | Артёмов Павел Александрович     |
| 21 | Балаковский   | Стрелюхин Александр Михайлович  |
| 22 | Балаковский   | Соловьёв Владимир Александрович |

## Заявления общественных организаций о массовых фальсификациях в ходе выборов
Ассоциация «Голос» и Саратовская региональная общественная организация «Саратовское объединение избирателей» в совместном заявлении, сделанном в ходе пресс-конференции 16 октября 2012 г., заявили о том, что эти выборы нельзя назвать законными, честными и позволяющими определить истинное волеизъявление граждан.
Начиная с открытия участков, по Саратову были зафиксированы многочисленные случаи неоднократного организованного подвоза граждан («карусели») для голосования с использованием автобусов, газелей и легковых автомобилей. Также были зафиксированы многочисленные случаи «вбросов» бюллетеней, в частности, на участках № 30, 33, 34, 255, 1687 и других.
Более 10 членов комиссий от СОИ с правом совещательного голоса были незаконно удалены с участков по надуманным основаниям, 2 члена комиссии — с решающим голосом. Неоднократно с участков удалялись журналисты и наблюдатели, ограничивалось их право наблюдать за ходом голосования, осуществлять фото- и видеосъёмку. На многих участках в течение дня голосования и при подсчёте голосов находились посторонние лица, чье присутствие там запрещено законом.